# Vieux-Manoir
Vieux-Manoir és un municipi francès situat al departament del Sena Marítim i a la regió de Normandia. L'any 2007 tenia 684 habitants.

## Demografia

### Població
El 2007 la població de fet de Vieux-Manoir era de 684 persones. Hi havia 243 famílies de les quals 35 eren unipersonals (8 homes vivint sols i 27 dones vivint soles), 82 parelles sense fills, 118 parelles amb fills i 8 famílies monoparentals amb fills.
La població ha evolucionat segons el següent gràfic:
Habitants censats

### Habitatges
El 2007 hi havia 247 habitatges, 242 eren l'habitatge principal de la família i 4 eren segones residències. 233 eren cases i 12 eren apartaments. Dels 242 habitatges principals, 207 estaven ocupats pels seus propietaris, 29 estaven llogats i ocupats pels llogaters i 6 estaven cedits a títol gratuït; 2 tenien una cambra, 6 en tenien dues, 18 en tenien tres, 47 en tenien quatre i 170 en tenien cinc o més. 183 habitatges disposaven pel capbaix d'una plaça de pàrquing. A 94 habitatges hi havia un automòbil i a 131 n'hi havia dos o més.

### Piràmide de població
La piràmide de població per edats i sexe el 2009 era:
| Homes | Edats   | Dones |
| ----- | ------- | ----- |
| 0     | 95 o +  | 0     |
| 0     | 90 a 94 | 0     |
| 0     | 85 a 89 | 8     |
| 0     | 80 a 84 | 8     |
| 4     | 75 a 79 | 4     |
| 12    | 70 a 74 | 8     |
| 0     | 65 a 69 | 4     |
| 12    | 60 a 64 | 12    |
| 16    | 55 a 59 | 16    |
| 36    | 50 a 54 | 20    |
| 28    | 45 a 49 | 36    |
| 16    | 40 a 44 | 24    |
| 24    | 35 a 39 | 16    |
| 36    | 30 a 34 | 28    |
| 44    | 25 a 29 | 20    |
| 24    | 20 a 24 | 28    |
| 24    | 15 a 19 | 24    |
| 12    | 10 a 14 | 16    |
| 28    | 5 a 9   | 36    |
| 20    | 0 a 4   | 44    |

## Economia
El 2007 la població en edat de treballar era de 458 persones, 365 eren actives i 93 eren inactives. De les 365 persones actives 336 estaven ocupades (183 homes i 153 dones) i 30 estaven aturades (14 homes i 16 dones). De les 93 persones inactives 31 estaven jubilades, 33 estaven estudiant i 29 estaven classificades com a «altres inactius».

### Ingressos
El 2009 a Vieux-Manoir hi havia 251 unitats fiscals que integraven 705 persones, la mediana anual d'ingressos fiscals per persona era de 20.959 €.

### Activitats econòmiques
Dels 14 establiments que hi havia el 2007, 1 era d'una empresa alimentària, 1 d'una empresa de fabricació d'altres productes industrials, 1 d'una empresa de construcció, 4 d'empreses de comerç i reparació d'automòbils, 2 d'empreses d'hostatgeria i restauració, 4 d'empreses de serveis i 1 d'una empresa classificada com a «altres activitats de serveis».
Dels 4 establiments de servei als particulars que hi havia el 2009, 1 era un taller de reparació d'automòbils i de material agrícola, 1 fusteria, 1 perruqueria i 1 restaurant.
Dels 3 establiments comercials que hi havia el 2009, 1 era una botiga de més de 120 m², 1 una botiga de menys de 120 m² i 1 una joieria.
L'any 2000 a Vieux-Manoir hi havia 11 explotacions agrícoles que ocupaven un total de 606 hectàrees.

## Equipaments sanitaris i escolars
El 2009 hi havia 1 escola maternal i 1 escola elemental.

## Poblacions més properes
El següent diagrama mostra les poblacions més properes.